# Trámbelo
En la mitología griega, Trámbelo (Τράμβηλος), hijo de Telamón y Teanira, fue rey de los léleges. 
Enamorado en la isla de Lesbos de la joven Apriate, intentó por todos los medios, cortejándola, atraer su afecto. Pero Apriate no le prestó la menor atención, por lo que él decidió raptarla y conseguirla por la fuerza. Sin embargo, la joven no cedió, defendiendo valerosamente su virginidad, por lo que Trámbelo, en un ataque de ira, la arrojó al mar, que allí era muy hondo. 
Poco tiempo después, Trámbelo recibió su justo castigo: estando Aquiles de saqueo por la isla, se enfrentó con él, que sucumbió tras presentar batalla. Aquiles, admirado del valor de su oponente, se interesó por su filiación, y cuando se enteró de que era primo suyo (Telamón y Peleo, el padre de Aquiles, eran hermanos), le hizo levantar un magnífico túmulo en la costa: el "Santuario de Trámbelo".